# Francisco Murillo Palacios
Francisco Murillo Palacios (1865-1944) fue un médico y académico español, especializado en política sanitaria.

## Biografía
Nació el 10 de diciembre de 1865 en Pamplona, ingresó en la Real Academia Nacional de Medicina el 14 de julio de 1918, con la lectura del discurso La defensa social de la salud pública.
Inspector general de Instituciones sanitarias, una vez instaurada la dictadura de Primo de Rivera, sustituyó en diciembre de 1923 a Martín Salazar como director general de Sanidad, accediendo al cargo sin concurso de méritos; ejerció como tal hasta 1928. Durante su mandato tuvo lugar la creación en 1924 de la Escuela Nacional de Sanidad, una iniciativa de Salazar. Fue, además de director general, propietario de un laboratorio elaborador de sueros terapéuticos. Con la llegada de la derecha al poder durante la Segunda República, en 1935 se reincorporó a la estructura de los organismos sanitarios como subdirector del Instituto Nacional de Sanidad (INS). Imbuido de las doctrinas del racismo nazi, Palacios, colaborador en Acción Española, glosó en el artículo «El mejoramiento de la raza, base del engrandecimiento de Alemania» (1934) el racismo científico de la Alemania nazi, de forma particular las ideas antisemitas.
Falleció el 30 de junio de 1944 en Madrid.

## Condecoraciones
- Gran Cruz de la Orden Civil de la Beneficencia (1924)